# Jan Six II

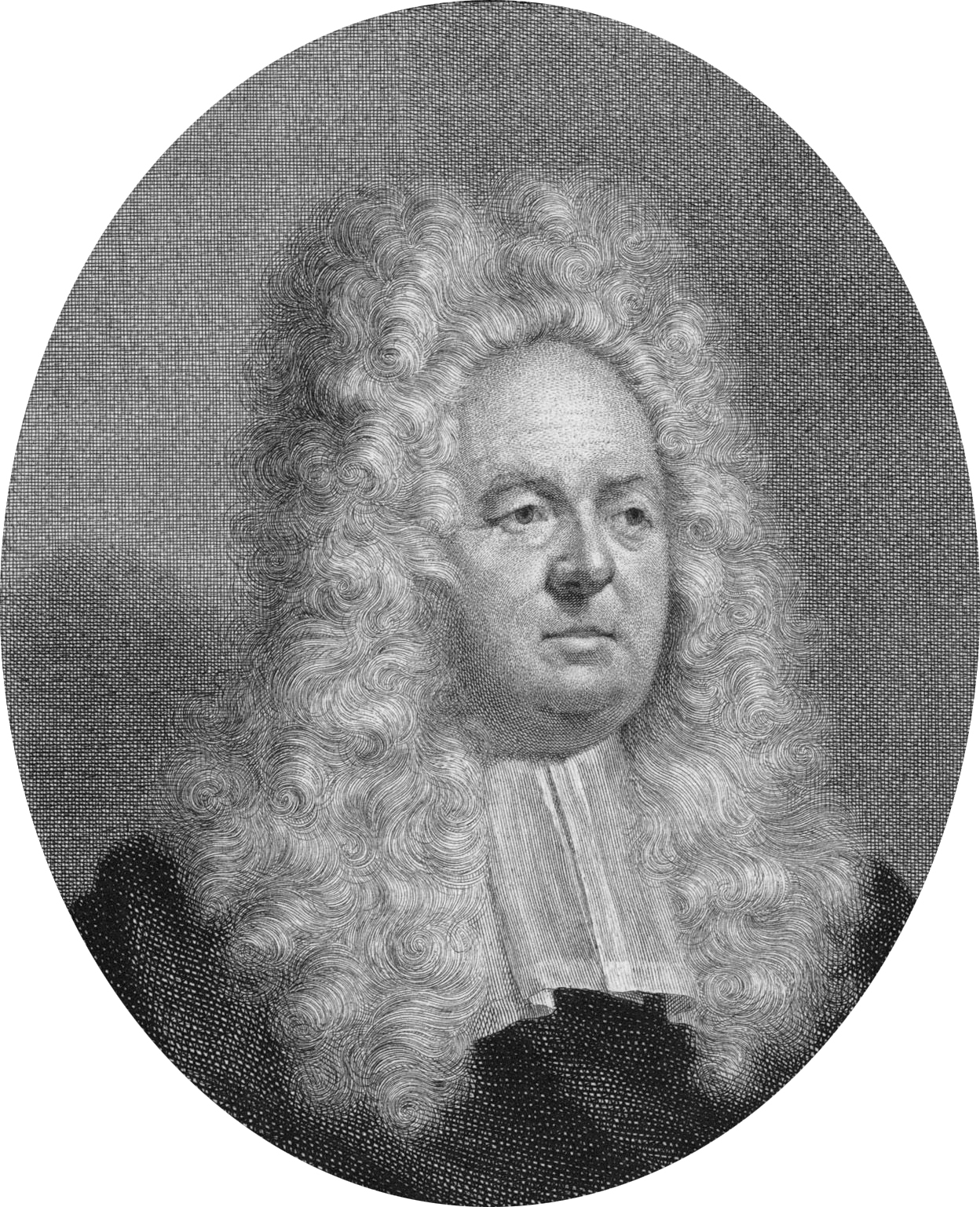
Jan Six II

Jan Six II, pan na Hillegom i Vromade (ur. 8 lutego 1668 w Amsterdamie, zmarły 8 stycznia 1750 również w Amsterdamie) – polityk amsterdamski, zamożny i wpływowy kupiec.
Przodkiem rodziny Sixów, jednej z najpotężniejszych amsterdamskich rodów był francuski szlachcic, który jako hugenota opuścił Francję i zamieszkał w roku 1585 w Antwerpii.
Jego ojcem był Jan Six I (1618-1700) sportretowany w 1654 roku przez Rembrandta. Jan Six II mieszkał w Amsterdamie przy Herrengracht 495. Na jego polecenie francuski architekt Jean Coulon przebudował około 1710 roku fasadę domu w stylu francuskiego baroku, którą można podziwiać do dziś. Jan Six II był jedną z centralnych postaci Amsterdamu przez wiele lat i szesnastokrotnym (wybieranym w latach: 1719, 1722, 1724, 1726, 1728, 1730, 1733, 1736, 1739, 1740, 1742, 1743, 1745, 1746 i 1748) burmistrzem tego miasta. Pod względem politycznym był zwolennikiem władzy regentów i antyoranżystą. Jego herb rodzinny można dziś zobaczyć na pompie w Hillegom.